# Đảo Okushiri
Đảo Okushiri (奥尻島 (Áo Khào đảo) Okushiri-tō) là một hòn đảo của tỉnh Hokkaidō, Nhật Bản. Hòn đảo có diện tích 142,97 kilômét vuông. Thị trấn Okushiri và Công viên Hiyama bao trọn toàn bộ hòn đảo. Đảo Okushiri có rất nhiều khu vực bãi cỏ chăn cừu và rừng sồi, ngoài ra trên đảo còn có một vài trường học, bao gồm trường tiểu học, trung học cơ sở và trung học phổ thông. Hiện tại trên đảo Okushiri không có trường cao đẳng hay đại học nào.
Cái tên Okushiri bắt nguồn từ tiếng Ainu I-kus-un-sir (イクㇱウンシㇼ). Từ ikus(un) có nghĩa là "một phía khác" và sir có nghĩa là "đảo". Tuy nhiên, nghĩa tiếng Nhật của hai tiếng kanji được dùng trong tên lại có nghĩa là "hông của người vợ" hoặc "mông của người vợ".

## Lịch sử
Okushiri đã từng phải đối mặt với nhiều thảm họa tự nhiên, trận động đất Biển Nhật Bản năm 1983 vào ngày 26 tháng 5 năm 1983 đã làm hai người bị chết, và kinh khủng hơn nữa là trận động đất Hokkaidō 1993 và sóng thần vào ngày 12 tháng 7 năm 1993. Trận động đất này có độ lớn 7.7 độ Richter và cường độ VIII trên thang đo Mercalli, nó đã tạo ra một cơn sóng thần khiến nhiều người phải thiệt mạng ở Hokkaidō và miền đông nam nước Nga, ghi nhận 230 trường hợp tử vong. Okushiri nhận thiệt hại nặng nề nhất, với 165 nạn nhân từ trận động đất, sóng thần và một phần đất trượt lớn. Trận sóng thần đã làm ngập phần lớn diện tích của đảo Okushiri, cho dù trước đó đã có nhiều biện pháp bảo vệ chắc chắn. Hòn đảo đã bị chìm xuống khoảng 5–80 xentimét (2,0–31,5 in).

## Giao thông
Sân bay Okushiri là sân bay duy nhất trên hòn đảo. Ngoài ra còn có hai tuyến phà thường xuyên vận chuyển qua đảo.

## Hoạt động du lịch
Đảo Okushiri Island được biết đến với "Vòm Okushiri" nổi tiếng, một vòm đá nhỏ được tạo khắc bởi biển. Đảo Okushiri ngoài ra còn có nhiều suối nước nóng cùng với các điểm câu cá và bơi lợi.